# 1536 en science
| Années de la science : 1533 - 1534 - 1535 - 1536 - 1537 - 1538 - 1539    |
| Décennies de la science : 1500 - 1510 - 1520 - 1530 - 1540 - 1550 - 1560 |

Cet article présente les faits marquants de l'année 1536 en science.

## Événements

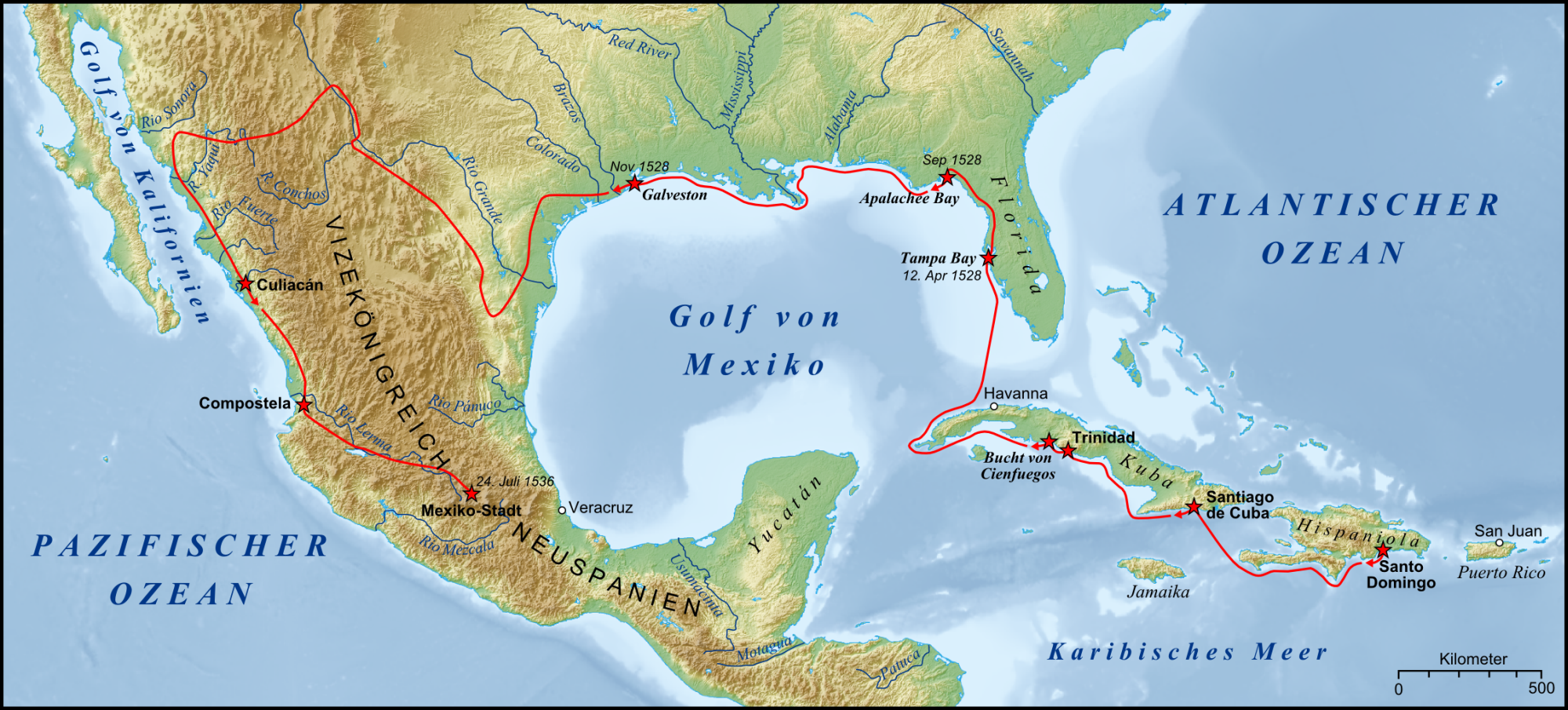
Expédition Cabeza de Vaca (1528-1536).

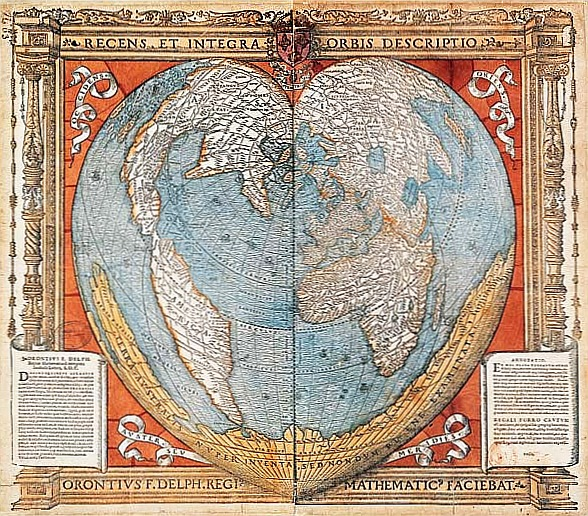
Mappemonde en forme de cœur montrant la Terre australe, d'Oronce Finé

- 1er avril : Álvar Núñez Cabeza de Vaca, Alonso del Castillo Maldonado, Andrés Dorantes de Carranza capitaine et l'esclave Mustafa Zemmouri, seuls survivants de l'expédition Narváez arrivent à Sinaloa[1].
- 15 juillet : retour à Saint-Malo de la deuxième expédition de Jacques Cartier après un passage à Saint-Pierre-et-Miquelon[2].

- Ambroise Paré devient chirurgien-barbier[3].

## Publications
- Charles Estienne :
  - De vasculis libellus, adulescentulorum causa ex Baysio decerptus. Addita vulgari Latinarum vocum interpretatione, Paris : Charles Estienne, 1536,
  - De re vestiaria libellus, ex Bayfio excerptus: addita vulgaris linguae interpretatione, in adulescentulorum gratiam atque utilitatem. Lyon : (Melchior & Gaspar Trechsel), 1536, Paris, 1555, in-8°,
  - Seminarium, et Plantarium fructiferarum praesertim arborum quae post hortos conseri solent, Denuo auctum & locupletatum. Huic accessit alter libellus de conserendis arboribus in seminario: deque iis in plantarium transserendis atque inserendis, 1536 ; Paris : Roberti Stephani, 1540,
- Paracelse : Die grosse Wundartzney (La grande chirurgie), Ulm, 1536 ;
- Adam Ries : Ein Gerechent Büchlein/ auff den Schöffel/ Eimer/ vnd Pfundtgewicht…, 1536 ;
- Jean Ruel : De Natura stirpium libri tres, 1536, inventaire des connaissances botaniques de son époque.

## Naissances

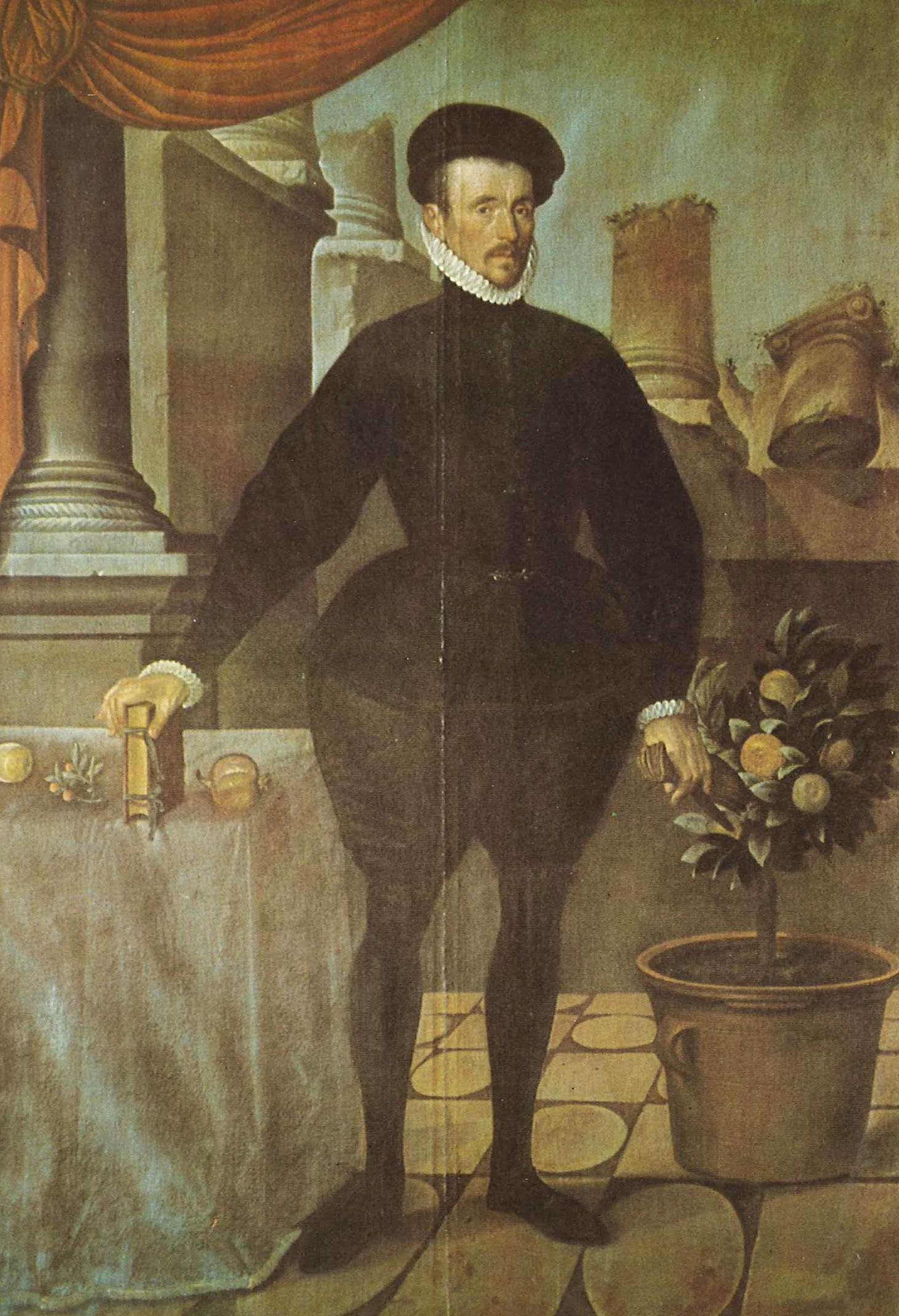
Portrait de Félix Platter par Hans Bock en 1584

- Avril : Ignazio Danti (mort en 1586), moine dominicain, mathématicien, astronome et cosmographe italien.
- 19 mai : Zhu Zaiyu (mort en 1611), mathématicien, physicien, chorégraphe et musicien  chinois.
- 28 octobre : Félix Platter (mort en 1614), médecin, anatomiste et botaniste suisse.

- Juan de Fuca (mort en 1602), navigateur grec.
- Henri de Monantheuil (mort en 1606), mathématicien et médecin français.
- Giambattista Raimondi (mort en 1614), philosophe, mathématicien et orientaliste italien.
- Vers 1536 : Juan Fernández (mort vers 1604), navigateur et explorateur espagnol.